# Albert Bastenier
 (mars 2017).
Si vous disposez d'ouvrages ou d'articles de référence ou si vous connaissez des sites web de qualité traitant du thème abordé ici, merci de compléter l'article en donnant les références utiles à sa vérifiabilité et en les liant à la section « Notes et références ».
Albert Bastenier, né en 1940, est un sociologue belge, professeur émérite de l’Université catholique de Louvain.

## Biographie
Licencié en sociologie de l’Université catholique de Louvain en 1973, il a fait partie du personnel de recherche de cette université de 1974 à 1989. Docteur en sociologie en 1989, il y a été nommé dans le personnel académique. 

### Enseignement et thèmes de recherche
Son enseignement a porté sur l’initiation à la sociologie, la sociologie des migrations, la sociologie de la religion, la socio-anthropologie des pratiques économiques, le lien entre les structures sociales et le changement, la fonction des idéologies. Ses principaux objets de recherches ont porté sur les migrations internationales, la religion, le rôle de la culture et de l’ethnicité dans les processus sociaux. En 1974, avec son collègue Felice Dassetto, il a fondé et codirigé à l’UC Louvain le Groupe d’étude des migrations et des relations interethniques.
La création de ce groupe est née de la conviction que les flux migratoires contemporains vers l’Europe n’étaient pas quelque chose de transitoire, qu’il ne s’agissait pas d’une simple parenthèse dans l’histoire économique du vieux continent contraint de faire provisoirement appel à une main-d’œuvre supplétive. Avec l’immigration, on se trouvait plutôt aux prises avec l’un des processus parmi les plus importants de son histoire démographique, sociale et culturelle. Il s’imposait dès lors d’entamer un travail de recherche dans une perspective durable et cumulative, assez différente de ce que, à l’époque, un nombre d’ailleurs fort limité de scientifiques n’abordaient qu’avec une attention secondaire ou occasionnelle. Très vite il a fallu souligner la dimension de peuplement des migrations contemporaines ainsi que leur dimension culturelle. L’attention devait être accordée aussi à sa dimension religieuse et à la présence parmi les migrants d’une importante minorité musulmane. C’est ainsi que L’islam transplanté (publié en 1984), l’un des premiers fruits intellectuels du groupe, fut édité en des années où, dans le milieu des sciences sociales, beaucoup se demandaient pourquoi il fallait s’intéresser à cette question qui était fatalement destiné à disparaître puisque,  croyait-on, d’une part les migrants retourneraient tôt ou tard chez eux et que, d’autre part, la chose religieuse n’était qu’un archaïsme qui, conformément aux prévisions des paradigmes du marxisme et de la sécularisation, n’avait pas d’avenir. C’est par ailleurs l’attention soutenue pour la dimension culturelle du phénomène migratoire dans la dynamique sociale qui a conduit à accorder une grande attention à la dimension ethnique de plus en plus présente dans les rapports sociaux au sein des sociétés européennes marquées par un nouveau pluralisme.

### Missions scientifiques
De 1975 à 2010, Albert Bastenier à d’abord été rédacteur en chef puis directeur de Social Compass - Revue internationale de sociologie de la religion, éditée par l’université de Louvain. Durant toute cette période il a été membre de la CISR (conférence internationale de sociologie des religions).
De 1985 à 2015, il a été correspondant scientifique de la REMI, Revue européenne des migrations internationales (Université de Poitiers).
Depuis 1967, il est membre du comité de rédaction de La Revue nouvelle (mensuel politique et culturel, Bruxelles),.

### Fonctions et distinctions
- De 1996 à 1999, Président du Département de Sciences Politiques et Sociales de l’UC Louvain.
- Consultant pour diverses prestations scientifiques auprès de la Commission Européenne, du Conseil de l’Europe et de la Fondation européenne de la science.
- Interventions scientifiques diverses auprès des universités de Florence, Genève, Montréal, Notre Dame (Indiana), Paris (Sorbonne et Sciences-Po), Strasbourg, Warwick.
- En 2005, titulaire de la Chaire Francqui à l'Université Saint-Louis - Bruxelles[8].

## Publications
Ouvrages et partie d’ouvrages
- 1984 – (avec F. Dassetto) L’islam transplanté : vie et organisation des minorités musulmanes de Belgique, Anvers, EPO.
- 1986 – « La question des identités : genèse des représentations et révision des paradigmes », dans G. Abou-Sada et H. Milet, Générations issues de l’immigration. Mémoires et devenirs, Paris, Arcantère.
- 1987 - (avec F. Dassetto), Médias U Akbar. Confrontations autour d’une manifestation, Louvain-la-Neuve, CIACO.
- 1987 – (avec F. Dassetto), Enseignants et enseignement de l’islam au sein de l’école officielle en Belgique, Louvain-la-Neuve, CIACO.
- 1988 – « L’efficacité des politiques migratoires, les possibilités et les limites de l’intervention étatique vues au travers du cas de la Belgique », dans Les migrations internationales. Problèmes de mesure, Paris, AIDELF.
- 1988 – (avec F. Dassetto), Europa : nuova frontiera dell’ Islam, Roma, Ed. Lavoro.
- 1988 – « Work and the Indeterminate Status of Young North Africans and Turks in Belgium », in C. Wilpert, Studies in European Migration. Entering the Working World, European Science Foundation, Aldershot, Gower.
- 1989 – L’immigration au quotidien. Essai sur la fonction sociale de la rumeur, Louvain-la-Neuve, Academia.
- 1990 – (avec F. Dassetto, V. Draily, C. Massart et I. Poulet), La délinquance des jeunes d’origine étrangère à Bruxelles, Louvain-la-Neuve, USOC/UCL.
- 1990 – (avec F. Dassetto), Immigrations et nouveaux pluralismes, Bruxelles, De Boeck.
- 1990- (avec F. Dassetto), Italia, Europa e nuove immigrazioni, Torino, Ed. Fundazione Giovanni Agnelli.
- 1991 – « La régulation étatique de la religion : le cas de l’islam transplanté par l’immigration dans les pays européens », dans J. Baubérot, Paris, CNRS/Peeters.
- 1992 – (avec. S. Allievi, A. Battegay et A. Boubeker) Médias et minorités ethniques. Le cas de la guerre du Golfe, Louvain-la-Neuve, Academia.
- 1993 – « Expression visible et médiatisation de l’ethnicité dans l’espace urbain bruxellois », dans Y. Grafmeyer, Milieux et liens sociaux, Lyon, CNRS.
- 1994 – « Immigration and the ethnic differentiation in social relations in Europe », in J. Rex et B. Drury, Ethnic Mobilisation in Multi-Cultural Europe, Aldershot, Avebury.
- 1994 – « Les minorités d’origine musulmane en Europe. Réflexion à propos d’une implantation », dans A. Dierkens, Pluralisme religieux et laïcités dans l’Union européennes, Ed. de l’Université de Bruxelles.
- 1995 – (avec F. Dassetto), Immigration et espace public. La controverse de l'intégration, Paris, L'Harmattan.
- 1995 – (avec F. Dassetto), « L’intégration des immigrés en Europe : un cadre conceptuel », dans H. Gérard et V. Piché, La sociologie des populations, AUPELF, Les Presses de l’Université de Montréal.
- 1998 – « The importance of the religious element in the ethnic consciousness of Morrocan immigrants in Belgium”, dans M. Martiniello, Multicultural Policies and the State, Utrecht, Ercomer.
- 2001 – « La délinquance enregistrée des jeunes d’origine étrangère à Bruxelles et à Charleroi », dans Mon délit, mon origine, Bruxelles, De Boeck.
- 2004 - Qu'est-ce qu'une société ethnique. Racisme et ethnicité dans les sociétés européennes d'immigration, Paris, PUF, 2004. [9]

Articles
- 1989 – « Les actions et comportements à valoriser afin de développer de nouveaux rapports intercommunautaires », dans Conférence interdisciplinaire sur les aspects éducatifs et culturels des relations intercommunautaires, Strasbourg, Conseil de l’Europe.
- 1998 – « L’incidence du facteur religieux dans la conscience ethnique des immigrés marocains en Belgique », dans Social Compass, Revue internationale de sociologie de la religion, t.45, no 2.
- 2000 – « L’immigration, la mondialisation et la non-politique migratoire de la Belgique », dans Recherches Sociologique, vol.61, no 1.
- 2000 – « La laïcité comme évasion idéologique : le cas du Parti Socialiste en Belgique », dans Social Compass, vol. 47, no 3.
- 2015 – « L’école en France devant la société ethnique », dans Le Débat, no 186, 2015/4.
- 2017 – « Veut-on vraiment sortir de l’enfermement identitaire ?’, dans Esprit, Décembre 2017 .